# Єлена Бібеску
Елена Бібеску (рум. Elena Bibescu; при народжені — Епуряну; 1855, Бирлад, Молдовське князівство — 18 жовтня 1902, Ясси, Румунія) — румунська піаністка.

## Ранні роки
Дочка консервативного лідера Манолаке Костаке Епуряну (1823-1884) та Марії Стурдза-Бирледяну. Навчалася два роки грі на фортепіано у Відні, де її відзначили медаллю та почесним дипломом Імператорської консерваторії. Згодом пройшла однорічні курси з Антоном Рубінштейном (1829-1894), всесвітньо відомим піаністом і режисером Російських імператорських концертів та Музичного товариства Петербурга, та Марком де ла Нуксом в Парижі.  

## Діяльність
Дебютувала 14 лютого 1873 року на концерті для бідних, що відбувся на сцені Великого театру в Бухаресті. Цього вечора князь Олександр Бібеску, син останнього господаря Волощини Георге Бібеску, попросив руки і отримав ствердну відповідь. Таким чином, вона стала родичкою союзу впливових шляхетних родин Бринковяну, Філіпеску, Кантакузіно, Караман-Кімай, Ноай та інших.
У її музичних салонах в Бухаресті та Парижі брали участь найважливіші митці того часу, серед яких Ференц Ліст, Ріхард Вагнер, Ігнацій-Ян Падеревський, Анатоль Франс, Амбруаз Тома, Каміль Сен-Санс, Клод Дебюссі, Жан-Едуар Вюяр, Жуль Массне, Венсан д'Енді, Антон Рубінштейн, Шарль Гуно та Марсель Пруст. ЇЇ сини, Антон та Емануель Бібеску, близькі до Марселя Пруста, відіграли важливу роль у генезі роману «У пошуках утраченого часу».
Була близькою подругою королеви Єлизавети. У концерті, який вона дала в Національному театрі в Бухаресті в грудні 1881 року, під патронатом і в присутності королівської пари, Бібеску виконала, серед іншого, Концертштюк для фортепіано з оркестром Карла-Марії фон Вебера.